# Presto (software)
Presto je proprietární renderovací jádro dříve používané pro vykreslování stránek webovým prohlížečem Opera od firmy Opera Software. Poprvé se objevilo 28. ledna 2003 v Opeře 7.0 pro Windows a nahradilo tak starší jádro, které neslo označení Elektra. Později bylo nahrazeno jádrem WebKit, přesněji jeho odnoží jménem Blink, od firmy Google.
Jádro Presto je stále používáno pro FreeBSD verzi prohlížeče Opera.

## Aplikace založené na Prestu

### Webové prohlížeče
- Opera 7 a výše
- Prohlížeč Nintendo DS (založen na Opeře)
- Prohlížeč Nokia 770 (založen na Opeře)
- Prohlížeč Sony Mylo (založen na Opeře)
- Prohlížeč Wii Internet Channel (založen na Opeře)

### HTML editory
- Mac OS X verze Macromedia Dreamweaver MX a výše
- Adobe Creative Suite 2